# Joop Cabout
Johannes "Joop" Cabout, né le 28 octobre 1927 à Gouda et mort le 10 octobre 2013, est un joueur de water-polo néerlandais. Il est le grand-père de la joueuse de water-polo Mieke Cabout.

## Carrière
Joop Cabout est sacré champion d'Europe en 1950. Il dispute aussi les Jeux olympiques d'été de 1952, la sélection néerlandaise terminant cinquième du tournoi.